# 吉川茉優
吉川 茉優（よしかわ まゆ、1998年5月28日 - ）は、日本のアイドル、歌手、女優。女性アイドルグループ・アップアップガールズ（2）の元メンバー。ニックネームはまーちゃん。ヤンヤンガールズ10期生。中学1年生から高校3年生までMAYU名義で秋田県のご当地アイドル・pramoのリーダーを務めていた。YU-M エンターテインメント所属。

## 概要
秋田県秋田市出身。中学生時代から地元秋田のグループpramoのメンバー兼リーダーとしてアイドル活動をスタート。2017年2月にオーディションを経てアップアップガールズ（2）の結成メンバーとなった。マシュマロボイスと呼ばれる特徴的なボーカル、170cmのスタイル、トレードマークのポニーテールで結成当初からアプガ（2）のエースとしてグループを牽引してきた。活動を続ける中、歌の表現力は急上昇。かわいさ、しなやかさ、かっこよさを伝えられるボーカリストとして成長を遂げた。
2022年3月20日には、自身が作詞を務めたソロ曲「恋藍」を配信リリース。 そして、5月22日にCLUB CITTA'で行われたアプガ（2）のワンマンライブ『アップアップガールズ（2）春ツアー 〜2022年はニキの年！ファイナル！〜』をもってグループを卒業。ソロアーティストとして新たな一歩を踏み出している。

## 略歴
2011年
4月1日、秋田県初のローカルアイドルユニット・pramoの初期メンバーとして「地元愛を伝えること」などをコンセプトに地元から愛されるアイドルを目指しラジオ番組を中心に秋田県を拠点にモデル活動やイベント出演など活動開始。MAYU名義、中学1年生だった。
2012年
11月、アイドル育成オンラインカードゲーム「究極×シャッフル☆ロコドル大作戦」において全国のゲームプレイヤーの投票により選出され、スペシャルユニット「ロコドル大作戦 チーム ハイカラさん」のメンバーとしてビクターエンタテインメントよりデビューシングル「ロコドルのずっとずっと」をリリースした。
2013年
2月1日に発表された第2期選挙においても6位で選出され、スペシャルユニット「ロコドル大作戦 チーム つなぎ女子」でセカンドシングル「アイドル街道」をリリース、2013年10月に発表された第3期選挙においては13位に入り「ロコドル大作戦 チーム ツンデレラガールズ チームB（仮）」のメンバーとして参加し「ツンデレラガール〜二人だけの写メ〜」をリリースした。チーム ツンデレラガールズが「ツンデレラガール〜二人だけの写メ〜を担当、チーム ツンデレラガールズ チームB（仮）がゲームキャラクター"ばんどせる"をテーマにした応援ソング「お願いぱんどせる」を担当した。
2016年
10月16日に行われたライブ「第10回セリオンライブ」にてpramoから卒業することを発表。
2017年
2月5日、秋田県児童会館・子ども劇場で行われたライブ、秋田ダイハツ presents 「exist -MAYU LAST LIVE-」をもってpramoを卒業した。芸能事務所のYU-M エンターテインメント主催「アップアップガールズ」オーディションを受験。合格者として吉川茉優を含む鍛治島彩、橋村理子、髙萩千夏の4名が発表。アップアップガールズ（仮）の妹分「アップアップガールズ（2）」としてデビューすることが発表された。
2月25日、吉川茉優 名義でアップアップガールズ（2）初期メンバーとして活動スタート。高校卒業を機に東京へ上京。
4月16日から7月17日まで行われたアップアップガールズ（仮）の全国ツアー「アップアップガールズ（仮）∞ Lives Change & Evolution」に、オープニングアクトとして出演。
2018年
2月25日、東京マラソン2018に出場し6時間23分44秒で完走した。吉川はこれまで特にスポーツを継続して行った経験は無かったが、1月よりトレーニングを行っていたという。
 2022年 
5月22日、春ツアーのファイナル公演をもってアップアップガールズ（2）を卒業。
6月27日「ユメノツヅキ」を配信リリース、本格的にソロアーティストとして活動する。9月16日、自身が作詞を担当する「甘雨」をリリース。
2024年
- 6月26日、未音源化曲や未発表曲を含む計13曲が収録された初のアルバム「また君に恋をする」をリリース[18]。

## 人物
- ニックネームは「まーちゃん」[19]
- 血液型は不明。本人ブログで多分A型かO型と言っている[19]
- 星座はふたご座[19]
- 一人っ子[19]
- アップアップガールズ（2）デビュー時（2017年）は身長168cm。2022年現在は170cmに伸びている[19]
- 視力は0.1。普段がメガネをかけている[19]
- 好きな食べ物はジュンサイと、母親が作るオムライス[19]
- 地元秋田県の好きな所は「美人さんと美味しい食べ物がたくさんな所」。秋田県の小中高では、１クラス単位の女の子でアイドルグループが作れるほど可愛くて、秋田美人が浸透している[19]
- ブログの最後は「またね〜」の秋田弁で「へばな〜｡･*･:♪」という言葉で文章を締めくくる[19]

## 作品

### 楽曲一覧
| タイトル      | リリース日    | 作詞                           | 作曲                           | 編曲 | レーベル                 |
| ------------- | ------------- | ------------------------------ | ------------------------------ | ---- | ------------------------ |
| ユメノツヅキ] | 2022年6月27日 | Mitsuo（赤羽ニューロマンチカ） | 広瀬虎太郎                     | -    | YU-Mエンターテインメント |
| 甘雨          | 2022年9月16日 | 吉川茉優                       | Mitsuo（赤羽ニューロマンチカ） | -    | YU-Mエンターテインメント |

### アルバム
|   | タイトル         | 発売日        | 収録曲                    | レーベル | 規格 | 備考 |
| - | ---------------- | ------------- | ------------------------- | -------- | ---- | ---- |
| 1 | また君に恋をする | 2024年6月26日 | YU-M エンターテインメント | YUM-002  |      |      |

## 出演

### 映画
- 劇場版ほんとうにあった怖い話2017（2017年9月16日公開）[20]
- 猫カフェ（2018年12月1日公開）[21]

### テレビ
- 秘密結社 クロトサカ団（秋田朝日放送）[22] - クロトサカレッドの中学生時代役
- テイバン・タイムズ（BS朝日）[23] - ゲスト
- お願い!ランキング（テレビ朝日） - ボイトレに挑戦[24]

### ラジオ
- 吉川茉優のマユの中（Radiotalk) - 毎週金曜21時
- オレたちゴチャ・まぜっ!〜集まれヤンヤン〜（2018年4月22日 - 、MBSラジオ） - ヤンヤンガールズ10期生

### イベント
- 第5回日本制服アワード×デビュー『アイドル制服ファッションショー』（2017年8月6日、お台場・青海地区） - TOKYO IDOL FESTIVAL 2017のイベントとして行われたファッションショーで、吉川はグランプリを獲得した[25]。

## 参加ユニット
- pramo（2011年 - 2017年）
- アップアップガールズ（2）（2017年 - 2022年）
- 企画ユニット
  - ロコドル大作戦 チーム つなぎ女子（2012年 - 2013年）
  - まゆドットこむ〜カミネンズ〜（2013年 - 2016年）

メンバーのMAYUとKOMUGIはラジオレギュラー番組「プラモ+（プラス）」の2012夏休み企画「紙粘土で作ろう秋田!!」から生まれたユニット「まゆドットこむ〜カミネンズ〜」で、2013年7月25日にデビューシングル「KiMi Connection / HEY 彼女」をリリース、2015年2月23日にはセカンドシングル「HEBANA / 乙女の心は万華鏡」を、2016年11月21日にはラストシングルとなる「Japanese Dream / またね！」をリリースした。
- 番組ユニット
  - ヤンヤンガールズ10期生（2018年 - ）